# Ngouri (Galim-Tignère)
Ngouri est un village de la commune de Galim-Tignère situé dans la région de l'Adamaoua et le département du Faro-et-Déo, à proximité de la frontière avec le Nigeria.

## Population
En 1971, Ngouri I comptait 100 habitants tandis que Ngouri II comptait 200 habitants, principalement Niam-Niam.
Lors du recensement de 2005, le village était habité par 548 personnes, 271 de sexe masculin et 277 de sexe féminin.